# Extrusom
Extrusom ist ein Begriff für verschiedene Zellorganellen, vorwiegend bei Protisten. Extrusomen besitzen einen intravakuolären und ausschleuderbaren Inhalt. Dieser wird meist von den Dictyosomen gebildet.
Zu den Extrusomen werden folgende Organellen gezählt: 
- Discobolocyste
- Ejektisom bei Cryptophyten
- Kinetozyste
- Mucozyste, siehe Ichthyophthirius multifiliis
- Nematozyste, auch Cnidozyste genannt, in den Nesselzellen
- Pigmentozyste
- Polarkapsel
- Taeniobolozyste
- Toxizyste
- Trichozyste

## Belege
- Klaus Hausmann, Norbert Hülsmann, Renate Radek: Protistology, 3. Aufl., Schweizerbart, 2003, S. 334, ISBN 3-510-65208-8